# David O'List
 (juin 2016).
 (juin 2016).
Si vous disposez d'ouvrages ou d'articles de référence ou si vous connaissez des sites web de qualité traitant du thème abordé ici, merci de compléter l'article en donnant les références utiles à sa vérifiabilité et en les liant à la section « Notes et références ».
David O'List est un guitariste et trompettiste britannique, né le 13 décembre 1948 à Chiswick à l'ouest de Londres. 
Reconnu comme guitariste, il joue aussi la trompette. Il a joué avec The Attack, The Nice, Roxy Music ainsi que le chanteur de ce groupe, Bryan Ferry, sur ses albums solo et Jet. Il a aussi remplacé occasionnellement Syd Barrett chez Pink Floyd en concerts. 

## Biographie
À partir de l'âge de cinq ans, il apprend la guitare ainsi que le piano et la trompette, puis à 15 ans, entre au Royal College of Music pour parfaire l'écriture musicale, tout en formant son premier groupe Little Boy Blues. Il comprend vite que pour réussir en tant que musicien, il devra se forger un nouveau son, il fusionne ainsi le rhythm and blues, le soul et la pop music avec des influences classiques, il délaisse son premier groupe puis se met à la recherche de musiciens professionnels. 
Il commence sa carrière de musicien avec le groupe The Attack sous le nom David John en 1966, leur gérant est Don Arden, qui gérera plus tard la carrière des Small Faces et de Black Sabbath, entre autres. Le groupe est alors formé de Richard Shirman au chant, David O'List à la guitare et à la trompette occasionnellement, Bob Hodges au piano et à l'orgue, Gerry Henderson à la basse et Alan Whitehead à la batterie. Ils publient quatre singles, Try it/We don't know, Hi Ho Silver Lining/Any more than we do, Created by Clive/Colour of my mind en 1966 et Neville Thumbcatch/Lady Orange Peel en 1967. 
Si la pièce Hi Ho Silver Lining est sortie quelques jours avant la version de Jeff Beck, elle n'a pas la qualité de cette dernière, idem pour la chanson Created by Clive qui sera éclipsée par la version du groupe The Syn, mené par Chris Squire et Peter Banks futurs Yes, sortie simultanément. Fragilisé par une formation instable, le groupe peine à poursuivre, David O'List le quitte alors pour être remplacé par John DuCann, futur Atomic Rooster, et ira du côté des Nice avec Keith Emerson à l'orgue et au piano, Keith Lee Jackson à la basse, tous deux des ex-membres de Gary Farr (en) & The T-Bones ainsi que Ian Hague à la batterie, un ancien de Chris Farlowe & The Thunderbirds. 
Formé à la demande du gérant des Rolling Stones, Andrew Loog Oldham, pour accompagner sa protégée P. P. Arnold, ex-Ikette du Ike & Tina Turner Revue aux États-Unis et qui vit désormais en Angleterre. Ils tournent ainsi avec la chanteuse soul, les concerts étant divisés en deux parties, la première avec le groupe The Nice seul qui interprète leur propre matériel, alors que la deuxième partie consiste plutôt à accompagner P. P. Arnold qui chante ses propres succès. Toutefois, le groupe se détache bien assez tôt de la jeune chanteuse, ainsi alors qu'elle effectue un court voyage en Amérique pour y visiter sa famille, The Nice se voit proposer un contrat d'enregistrement de la part de Andrew Loog Oldham sur sa nouvelle maison de disques, Immediate Records. Après que Ian Hague ait été remplacé par Brian Blinky Davison, parait un premier album pour le groupe, The Thoughts of Emerlist Davjack parut en 1967 chez Immediate Records. On retrouve sur ce disque les pièces qui feront le succès des Nice, Rondo inspirée de Blue Rondo à La Turk de Dave Brubeck ainsi que la ballade Cry of Eugene, en plus de la pièce-titre. Une tournée est organisée en Grande-Bretagne avec les groupes Amen Corner, The Move, Pink Floyd, Eire Apparent, Outer Limit et le Jimi Hendrix Experience du 14 novembre au 5 décembre 1967, et David O'List remplacera parfois Syd Barrett au sein du Pink Floyd en concerts pour pallier ses absences répétées. Mais déjà, O'List ne s'entend plus très bien avec l'organiste Keith Emerson et quitte The Nice durant l'enregistrement de leur deuxième album, Ars Longa Vita Brevis en 1968. 
O'List va d'abord du côté de Jethro Tull qui viennent justement de perdre leur guitariste Mick Abrahams partit fonder son propre groupe Blodwyn Pig, mais après une semaine d'auditions et de répétitions, O'List les quitte sans aucune explication et va rejoindre Roxy Music avec Bryan Ferry et Brian Eno. Entretemps, il joue quoique très brièvement avec le groupe The Misunderstood comme guitariste et bassiste. Il reste avec Roxy Music de 1971 à 1972, mais s'il quitte le groupe avant l'enregistrement de leur premier album éponyme de 1972, il est tout de même présent sur deux albums solo de leur chanteur Bryan Ferry Another time, Another place parut en 1974 avec John Wetton à la basse et sur l'album Let's stick together de 1976, où il joue sur la chanson Chance Meeting. Il fut remplacé chez Roxy Music par le guitariste britannique Phil Manzanera, qui travaillera plus tard avec David Gilmour.
Après son départ de Roxy Music, il rejoint le groupe de glam rock Jet, avec Andy Ellison (en) ex-John's Children au chant, deux ex-Sparks, Martin Gordon (en) à la basse et Peter Oxendale (en) aux claviers et Chris Thomson un autre ex-John's Children à la batterie. Ils publient un album éponyme en 1976 chez CBS Records produit par Roy Thomas Baker ainsi qu'un premier single My river/Quandary qui coïncide avec une brève tournée britannique en première partie de Ian Hunter-Mick Ronson. Un deuxième single est publié en 1976, Nothing to do with us/Brain Damage mais les ventes sont plutôt faibles et le groupe se sépare alors qu'il prépare leur deuxième album. David accompagne par la suite John Cale, un ancien du Velvet Underground pour une tournée intense en Europe pour la majeure partie de 1976. Puis il sort un premier album solo en 1997, Flight of the eagle sur Jet Records.
Il produit des singles pour des groupes reggae locaux qui paraîtront sur disques Islands, puis sera ingénieur pour la tournée du groupe The Jam. Par la suite, il deviendra à partir des années 2000, producteur de musique pour la télévision, avec son propre studio. Les singles qu'il a réalisés durant sa carrière, avec The Attack, The Nice ainsi qu'avec Jet, ont déjà été largement utilisés et lui ont ouvert un marché lucratif. Sa première production solo a été une émission de télé-réalité tourné en Arizona pour la chaîne ITV2, The Chase en 2002. Puis, en 2004, il a commencé à tourner avec son propre groupe The David O'List Band en Europe, apparaissant sur MTV et sur Sky. Puis il a développé une série télé de science-fiction avec Malcolm Stone, le directeur artistique des Muppets, Adastra. Finalement, en 2012, il rejoint la firme Long Lunch Music afin de faciliter la parution de nouveaux albums et il a ainsi produit son deuxième album solo en 2015, Second thoughts, distribué par Universal Music. Il est en tournée depuis avec son nouveau groupe David O'List & Second Thoughts.

## Discographie

### The Attack
Singles
- 1966 : Try it/We don't know - Decca F.12550
- 1966 : Hi Ho Silver Lining/Any more than we do - Decca F.12578
- 1966 : Created by Clive/Colour of my mind - Decca	F 12631
- 1967 : Neville Thumbcatch/Lady Orange Peel - Decca F 12725

### The Nice
Single
- 1967 : The Thoughts of Emerlist Davjack/Azrael (Angel of Death) - Immediate, 1967

Album
- 1967 : The Thoughts of Emerlist Davjack - Immediate IMSP 016

### Bryan Ferry
Albums
- 1974 : Another time, Another place - Avec John Wetton, Jimmy Hastings, Morris Pert, J. Peter Robinson, etc.
- 1976 : Let's stick together - Avec Chris Spedding, John Wetton, Rick Wills, Eddie Jobson, Mel Collins, etc.

### Jet
Singles
- 1976 : My river/Quandry - CBS – S CBS 3143
- 1976 : Nothing to do with us/Brain Damage - CBS – S CBS 3317
- 1976 : Nothing to do with us/Brain Damage - 7" Promo : CBS – S CBS 3317

Album
- 1976 : Jet - Radiant Future - RFVP002CD

Compilations
- 2001 : Music For The Herd Of Herring - Radiant Future - RFVP001CD
- 2003 : More Light Than Shade - Radiant Future – RFVP003CD
- 2010 : Even More Light Than Shade - RPM retrodisc – RETRO D882

### Solo
Single
- 1982 : Fallout love/Talking pictures - Underground Music (3) – Uma 004

Albums
- 1997 : Flight of the eagle - Jet Records – JETCD 1013
- 2015 : Second Thoughts - Made In Soho – MISS102